# Ralph Richardson
Ralph David Richardson (ur. 19 grudnia 1902 w Cheltenham, zm. 10 października 1983 w Londynie) – brytyjski aktor teatralny i filmowy, dwukrotnie nominowany do Oscara za role drugoplanowe w filmach Dziedziczka i Greystoke: Legenda Tarzana, władcy małp.

## Nagrody
- Nagroda BAFTA 1953: Bariera dźwięku (Najlepszy Aktor Brytyjski)
- Nagroda na MFF w Cannes 1962: U kresu dnia (Najlepszy Aktor)